# Reinhold Näsman
Reinhold Näsman (Næsman), född 20 juli 1711 i Hedemora, Kopparbergs län, död 22 december 1766 i Kolbäcks socken, Västmanlands län, var en svensk präst och geograf, samt en av Carl von Linnés lärjungar under dennes Dalaresa.
Fadern Erik Näsman var kyrkoherde i Älvdalen.
Näsman sändes vid 12 års ålder till Uppsala tillsammans med sin informator Pehr Waller för att studera. Han utgav 1733 sin första ”disputation”, Historiola lingvæ dalekarlicæ. 1737 promoverades han till magister. 1741 prästvigdes han av biskopen i Västerås Andreas Kalsenius. 1745 blev han hovpredikant och 1749 tillträdde han som kyrkoherde i Kolbäcks församling i Västerås stift. 1759 utnämndes han till prost. Näsman ligger begravd i Kolbäcks kyrka. Gift 1746 med Anna Maria Tillman född 1730.

## Verk
- Historiola lingvæ dalekarlicæ, Uppsala 1733[1]